# Wuy jugu
Los Wuy jugu o Mundurukú, también llamados Weidyenye, Paiquize, Pari, Maytapu o Caras Pretas, son un pueblo indígena de Brasil, que habita en las Tierras indígenas Munduruku, Munduruku II, Praia do Índio, Praia do Mangue, Sai-Cinza, Kayabí y Sawré Muybu, en el sudoeste del estado de Pará; Coatá-Laranjal y São José do Cipó, al oriente del estado de Amazonas; y Apiaká-Kayabi, en Mato Grosso. Hablan el idioma mundurucú, que es una de las lenguas tupi.

## Etimología
Wuy jugu es su autodenominación. "Mundurukú" es el nombre que les daban sus rivales, los parintintín, y significa "hormigas rojas", una referencia a los ataques en masa que realizaban contra sus enemigos.

## Organización
La sociedad mundurukú está organizada en 38 clanes patrilineales, distribuidos en dos mitades exogámicas, roja y blanca. El matrimonio preferencial se realiza entre primos cruzados pertenecientes a mitades diferentes. La residencia de la nueva pareja es matrilocal y el novio debe trabajar para el suegro hasta el nacimiento del segundo hijo.
Para reivindicar sus derechos ante la sociedad brasileña, optaron también por una organización formal. Los Wuy jugu del alto Tapajós crearon en 1991 la Asociación Indígena Pusuru, con el objetivo de impulsar la demarcación de sus tierras, defender el medio ambiente, y obtener servicios de salud y educación. El mismo año, con la participación de más comunidades, fundaron el Consejo Indígena Mundurukú del Alto Tapajós (CIMAT).

## Economía
Viven principalmente de la agricultura, la pesca, la caza y la recolección de productos silvestres. Producen también cestas y otras artesanías. A raíz del descubrimiento de minas de oro entre 1975 y 1990, una parte de los Mundurukú se dedicó a recolectar el oro que dejaba la maquinaria de las empresas. Actualmente las minas están en decadencia por agotamiento, lo cual ha redirigido la población a sus actividades tradicionales.

## Aritmética
Los Wuy jugu poseen un sistema numérico particular. De acuerdo con una investigación de las propiedades psicofísicas e lingüísticas de ese sistema, solo tiene palabras para los números hasta cinco, pero permite realizar diversas operaciones aritméticas.

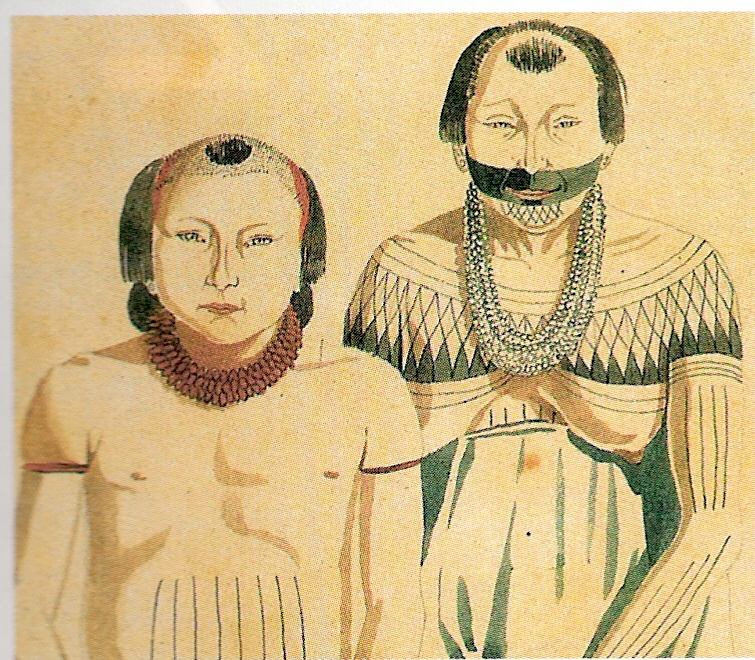
Mundurukús, acuarela de 1828, por Hércules Florence

## Historia
Su territorio más tradicional han sido los campos interiores del alto Tapajós. Según su mito de origen, fueron creados por Karosakaybo en la aldea Wakopadi, próxima a las cabeceras del rio Krepori. En la segunda mitad del siglo XVIII, se registraron los primeros contactos entre ellos y los no indios. En esa época, los Wuy jugu dominaban el valle del río Tapajós, región que era conocida como Mundurucânia. Era costumbre de los mundurukú momificar los cráneos de sus enemigos derrotados, a los que atribuían propiedades mágicas. Tras ser derrotados por varias expediciones militares portuguesas, fueron asentados en aldeas misioneras y se dedicaron a recolectar los productos silvestres llamados "drogas do sertão".
A partir de mediados de siglo XIX, la fiebre del caucho provocó la fractura del territorio mundurukú y el desplazamiento hacia las áreas caucheras en la ribera de los ríos. Actualmente, los Wuy jugu luchan para preservar su territorio tradicional frente a la minería, la construcción de represas hidroelétricas e hidrovias.